# Список мэров Темпе (Аризона)
Список мэров Темпе (Аризона) — перечень глав исполнительной ветви власти в городе Темпе округа Марикопа штата Аризона США.
Темпе — крупный университетский город, с численностью населения в XXI веке свыше 100 тысяч человек. Руководство исполнительной ветви возглавляет мэр, далее идёт должность вице-мэр и сити-менеджер.
Всего с 1894 года было 33 мэра.
- 1894-1896: Fenn J. Hart
- 1896-1897: E.A. Murphy
- 1897-1902: John Knight
- 1902-1903: Samuel Brown
- 1903-1912: J.A. Dins
- 1912-1914: Joseph T. Birchner
- 1914-1916: George M. Frizzell
- 1916-1920: J.A. Dins
- 1920-1922: C.M. Woodward
- 1922-1924: Curt W. Miller
- 1924-1926: Garfield A. Goodwin
- 1926-1928: J.L. Felton
- 1928-1930: Hugh E. Laird
- 1930-1932: Thanks Anderson
- 1932-1934: F.E. Ostrander
- 1934-1937: Thanks Anderson
- 1937-1948: W.W. Cole
- 1948-1960: Hugh E. Laird
- 1960-1961: Clyde Gililland
- 1961-1962: Ross R. Rice
- 1962-1963: Bernard R. Caine
- 1963-1964: Harold Andrews
- 1964-1966: John C. Moeur
- 1966-1968: Rudy E. Campbell
- 1968-1970: Elmer Bradley
- 1970-1974: Dale R. Shumway
- 1974-1978: William J. LoPiano
- 1978-1994: Harry Mitchell
- 1994-2004: Neil Giuliano
- 2004–2012: Hugh Hallman
- 2012–2020: Mark Mitchell
- 2020–present: Corey Woods